# Wolfram Kaminke
Wolfram Kaminke (* 14. März 1947 in Bad Reichenhall; † 28. April 2020 in Berlin) war ein deutscher Fußballspieler.

## Karriere
Der Stürmer Wolfram Kaminke begann seine Profikarriere als 18-Jähriger beim 1. FC Kaiserslautern. Zuvor war er bereits in der Jugend des Vereins aktiv. Sein erstes Bundesligaspiel für die Pfälzer absolvierte er hierbei beim 2:3 in Köln am 15. Januar 1966. Unter Trainer Gyula Lóránt absolvierte er 1965/66 acht und 1966/67 zwei Spiele. Danach verließ er den Verein und wechselte in die USA zu den Detroit Cougars, die in der North American Soccer League antraten. 1968/69 lief Kaminke in der niederländischen Eredivisie für DOS Utrecht, einen Vorgängerverein des FC Utrecht, auf. Nach nur einer Spielzeit, die mit dem vorletzten Platz endete, ging er wieder zurück nach Deutschland und unterschrieb einen Vertrag beim Regionalligisten 1. SC Göttingen 05. Im Anschluss setzte er seine Karriere in der Schweiz beim FC Fribourg und FC Martigny-Sports fort.
Sein Bruder Jörn Kaminke war ebenfalls Spieler beim 1. FC Kaiserslautern.

## Statistik
| Liga       | Spiele (Tore) |
| ---------- | ------------- |
| Bundesliga | 10 (3)        |
| Eredivisie | 19 (9)        |
| NASL       | 14 (2)        |
| Wettbewerb |               |
| DFB-Pokal  | 01 (0)        |